# Йосиф Коріот
Йосиф (Юзеф) Коріот (пол. Józef Koriot (підписувався також, як Koryot, або Koriott); 24 березня 1785}, Решель, Вармія — 25 березня 1855, Варшава, Польща) — військовий картограф і топограф, офіцер армії Варшавського герцогства, полковник Війська польського Царства польського, генерал-лейтенант Російської імператорської армії.

## Біографія
Йосиф Коріот народився в німецькій родині. 1 січня 1807 р. вступив на службу до армії Варшавського герцогства, спочатку кадетом артилерійського підрозділу у Варшаві, потім підпоручиком Інженерно-артилерійського підготовчого училища.
В 1809 р. Коріот взяв участь на стороні Наполеона у битвах проти Австрії, після завершення кампанії був асистентом, а потім викладачем артилерійського училища. Був членом адміністративної ради Інженерного корпусу.
1 квітня 1810 р. йому було присвоєно чин поручика, а 20 січня 1812 р. — капітана саперів.
В 1813 р., будучи офіцером штабу корпусу Юзефа Понятовського, брав участь у наполеонівських війнах — в битві при Дрездені, битві народів під Лейпцигом і Ханау, за що був нагороджений Золотим хрестом ордена Virtuti Militari.
За мужність у кампанії 1814 р. Франції проти російсько-прусько-австрійських військ отримав Кавалерський хрест французького Ордена Почесного легіону і чин майора.
У наступні роки Йосиф Коріот брав участь у роботі топографічного відділу Інженерного корпусу (з 1815 р. як заступник начальника) і викладав накреслювальну геометрію у Варшавському університеті та Інженерно-артилерійському підготовчому училищі, де з 1820 р. був професором нарисної геометрії і польової фортифікації. 21 травня того ж року він був підвищений у званні до підполковника.
Йосиф Коріот брав участь у Листопадовому повстанні 1831—1832 років, під час якого споруджував зміцнення й окопи під Варшавою, після чого він був підвищений до звання полковника.
Після поразки повстання написав повинну і був амністований царським урядом; в 1832 р. прийнятий на службу до російської армії як підполковник корпусу військових топографів.
В 1835 р. проведений у полковники, в 1837 р. став генерал-майором, а в 1844 р. — генерал-лейтенантом Російської імператорської армії.
16 березня 1844 р. вийшов у відставку. Йосиф Коріот, м. Кам'янець, 09.04.1840 р. жалуваний дипломом на спадкове дворянську гідність Царства Польського.
Погане знання польської та французької мов не дозволили Йосифу Коріоту досягти значних успіхів як викладачу. Однак, він був працьовитим і високопрофесійним фахівцем і залишив велику кількість підготовлених ним карт і планів, які до нинішнього часу мають історичну цінність, в тому числі району варшавського передмістя Мокотува Чернякова і його околиць (1813), фортеці Модлін (1814), фортеці Замостя (1818). Брав участь у розробці кількох наступних планів Варшави, в тому числі на підставі його власної системи тріангуляції та топографічна карти Царства Польського (1843).